# Inger Marie Andersen
Inger Marie Andersen, född 25 november 1930 i Glemmen (nuvarande Fredrikstad), död 29 april 1995 i Bergen, var en norsk skådespelare.
Efter examen artium inledde Andersen som nittonåring studier vid Nationaltheatrets treåriga elevskola. Hon debuterade vid samma teater 1949 i rollen som ett barn i Nordahl Griegs Barabbas. Hennes första större roll gjorde hon 1950 som Nina i Tjechovs Måsen. Hon gjorde sammanlagt 14 roller vid Nationaltheatret 1949–1953. År 1951 gjorde hon också sin filmdebut i Nils R. Müllers Vad vore livet utan dig där hon spelade en av huvudrollerna mot Henki Kolstad. Filmen blev en av efterkrigstidens största norska filmsuccéer. Hon medverkade även i Andrine og Kjell och Det kunne vært deg (båda 1952).
Efter tiden vid Nationaltheatrets elevskola studerade hon teater ett år vid University of Georgia i USA. Från 1954 till sin död verkade hon vid Den Nationale Scene, undantaget några få gästspel vid Trøndelag Teater och Edderkoppen Teater. Under 1950- och 1960-talen växlade hon mellan film och teater. Hon räknades som en av Norges största filmstjärnor med flertalet huvudroller. Hon erhöll 1962 Aamotstatyetten.
Inger Marie Andersen var dotter till lokföraren Oscar Andersen (1889–1949) och Astrid Andersen (1898–1990). Hon var från 1956 gift med lektor och grafikern Thomas Breivik.

## Filmografi (urval)
- 1951 – Vad vore livet utan dig
- 1952 – Andrine og Kjell
- 1952 – Det kunne vært deg
- 1954 – Troll i ord
- 1956 – Roser til Monica
- 1956 – Kvinnens plass
- 1957 – Stevnemøte med glemte år
- 1959 – Støv på hjernen
- 1961 – Norges söner
- 1962 – Sønner av Norge kjøper bil
- 1982 – Carl Gustav, gjengen og parkeringsbandittene
- 1982 – Fleksnes fataliteter (TV-serie)